# L'une chante, l'autre pas
L'une chante, l'autre pas is een Venezolaans-Frans-Belgische dramafilm uit 1977 onder regie van Agnès Varda.

## Verhaal
Pomme helpt Suzanne bij een abortus. Ze verliezen elkaar daarna uit het oog, maar tien jaar later ontmoeten ze elkaar opnieuw. Pomme is intussen zangeres geworden en Suzanne heeft een baan bij de overheid. Ondanks hun verschillende persoonlijkheden bestaat er een hechte band tussen de vrouwen.

## Rolverdeling
| Acteur                | Personage              |
| --------------------- | ---------------------- |
| Thérèse Liotard       | Suzanne                |
| Valérie Mairesse      | Pomme                  |
| Robert Dadiès         | Jérôme                 |
| Mona Mairesse         | Moeder van Pomme       |
| Francis Lemaire       | Vader van Pomme        |
| François Courbin      | Mathieu (9 maanden)    |
| Ali Rafie             | Darius                 |
| Gisèle Halimi         | Gisèle Halimi          |
| Salomé Wimille        | Marie (3 jaar)         |
| Nicole Clément        | Hoogleraar letterkunde |
| Jean-Pierre Pellegrin | Dr. Pierre Aubanel     |
| Joëlle Papineau       | Joëlle                 |
| Micou Papineau        | Micou                  |
| Doudou Greffier       | Doudou                 |
| Dane Porret           | Yéyé-rocker            |